# Hans Vaihinger
Hans Vaihinger (født 25. september 1852 i Nehren ved Tübingen; død 18. december 1933 i Halle (Saale)) var en tysk filosof og Kantforsker. Vaihingers egen filosofi kaldes af Ueberweg for "Idealistisk-pragmatisk positivisme" og nykantianisme.

## Liv
Vaihinger var søn af præsten Johann Georg Vaihinger og dennes kone Sophie, født Haug. Efter gymnasiet studerede han først teologi, men skiftede så til filosofi. Han studerede i Tübingen, hvor han var medlem af Corps Borussia Tübingen, derefter i Leipzig og Berlin. Han blev færdig i 1874 i Tübingen, og fik arbejde i Tübingen stift. 1877 tog han doktorgraden hos Ernst Laas i Strassbourg med værket Logischen Untersuchungen. 1. Teil: Die Lehre von der wissenschaftlichen Fiktion. (Logiske undersøgelser. 1 del: Den videnskabelige fiktions teori.) Værket anses i dag for at været gået tabt, men er ifølge Vaihinger indarbejdet i sit hovedværk Philisophie des Als Ob (Filosofien om som-om). Vaihinger blev 1883 ansat i Strassbourg, i 1884 skiftede han til Halle, hvor han 1894 blev ordinarius.
1889 giftede Vaihinger sammen med Elisabeth Alwine Schweigger (f. 1865), datter af boghandleren Ernst Schweigger fra Berlin. 1892 fødtes deres søn Richard, 1895 datteren Erna. Vaihinger led af en øjensygdom der ledte til komplet blindhed. Pga. den blev han i 1906 emeritus.
Vaihinger er begravet på Gertraudenfriedhof i Halle/Saale.

## Arbejde
Kantforskningen var centralt for hans arbejde. Vaihinger skrev Kommentar zu Kants Kritik der reinen Vernunft (Kommentar til Kants Kritisk af den rene fornuft)i (1881/92). Ydermere skabte han en sikker organisation for Kantforskningen, idet han 1897 grundlagde Kant-Studien (seit 1897), i 1904 Kant-Gesellschaft. 100 år efter Kants død. Sammen med sin elev Raymund Schmidt udgav han 1919-1930 Annalen der Philosophie og 1922-1932 Bausteine zu einer Philosophie des Als Ob.
Vaihinger regnes både som elev af og viderefører af kantianeren F.A. Lange, som han dog tog afstand fra, idet han betonede at kriticismen mere var en metode end et teoretisk system. Vaihinger var også en af de første akademiske filosoffer der beskæftigede sig med Friedrich Nietzsche. Fra grundlæggelsen af Stiftung Nietzsche-Archiv til sin død var han medlem deraf.

## Filosofien om Som-om
Ikke kun i hans hovedværk "Filosofien om Som-om" (udarbejdet 1976-1878. udgivet 1911) finder man tendenser i retning af livspraksis. I modsætning til den almindelige mening af både nykantianismens idealistiske og realistiske fløj, nemlig at erkendelse skulle forstås som korrespondens mellem erkendelse og virkelighed, mener Vaihinger at erkendelsens mål er subjektets bemægtigelse af den ydre verden. Derved er en korrespondens mellem tanker/overbevisninger og virkeligheden underordnet succesfuld handlen. Vaihinger nærmer sig hermed Arthur Schopenhauer og Friedrich Nietzsche. En anden vigtig indflydelseskilde er Charles Darwin.
Udgangspunktet for hans "Filosofien om Som-om" er hvordan man kan opnå korrekt (succesfuld, problemløsende) handling ud fra forkerte antagelser. Erkendelse er for Vaihinger at sammenligne noget ubekendt med noget bekendt; erkendelsens mål ser Vaihinger som det, at man ikke mere kan reducere ukendt til bekendt.
Både atomer såvel som gud og sjælen forklarer Vaihinger som nyttige fiktioner. De får betydning "som om" de var sande, også selv om de fører til selvmodsigelser. Nyttige fiktioner får deres legitimation af deres livspraktiske nytteværdi. På omvejen over Som-om når man "det givne", indtil man med en ny model finder en kortere vej. Denne proces kan dog ikke afsluttes. I denne henseende minder Vaihinger om Karl Popper og pragmatismen.

## Virkning
Vaihingers hovedværk, mere end 800 sider langt, blev oversat til 12 sprog, herunder japansk, og udkom i 10 oplag på tysk. Der udkom også to korte populære udgaver og på foranledigelse af kulturminister Adolf Grimme udkom også en udgave til skolebrug til preussiske gymnasier..

## Værker

### „Philosophie des Als-Ob“
Ausgaben
- Hans Vaihinger: Die Philosophie des Als Ob. System der theoretischen, praktischen und religiösen Fiktionen der Menschheit auf Grund eines idealistischen Positivismus; mit einem Anhang über Kant und Nietzsche. Reuther & Reichard, Berlin 1911.
- 2. Aufl. ersch. bei Reuther & Reichard, Berlin 1913.
- 3. Aufl. ersch. bei Felix Meiner, Leipzig 1918.
- 4. Aufl. ersch. bei Felix Meiner, Leipzig 1920.
- 5. u. 6. Aufl. ersch. bei Felix Meiner, Leipzig 1920 (eingeschränkter elektronischer Zugang, Skabelon:URN).
- 7. u. 8. Aufl. ersch. bei Felix Meiner, Leipzig 1922 (Skabelon:Digitalisat im Internet Archive).
- 9. u. 10. Aufl. ersch. bei Felix Meiner, Leipzig 1927 (hiervon Neudr. bei Scientia, Aalen 1986).
- Volksausg. ersch. bei Felix Meiner, Leipzig 1923 (hiervon 2. Aufl. 1924, Skabelon:Digitalisat im Internet Archive).

- Engelsk: The Philosophy of "As If". A System of the Theoretical, Practical and Religious Fictions of Mankind. Aus dem Deutschen von C. K. Ogden. Kegan Paul, Trench, Trubner & Co., London 1924; 2. Aufl. 1935 (hiervon Neudr. u. a. bei Routledge, London 2002, ISBN 0-415-22529-9).

Vaihinger om sin filosofi og sig selv
- "Die Philosophie des Als Ob." Mitteilungen über ein unter diesem Titel soeben erschienenes neues Werk. Von dessen Herausgeber H. Vaihinger. In: Kant-Studien. Band 16, Heft 1–3, Januar 1911, ISSN 1613-1134, S. 108–115 (doi:10.1515/kant-1911-0127).
- Erklärung betr. meine Autorschaft an der "Philosophie des Als Ob". In: Kant-Studien. Band 16, Heft 1–3, Januar 1911, ISSN 1613-1134, S. 522–523 (doi:10.1515/kant-1911-01151).
- Wie die Philosophie des Als Ob entstand. In: Raymund Schmidt (Hrsg.): Die Philosophie der Gegenwart in Selbstdarstellungen. Band 2. Felix Meiner, Leipzig 1921, S. 175–203 (hiervon 2. verb. Aufl. ebd. 1923, dort S. 183–212).
- Mein Lebenslauf in fünf Etappen. In: Berliner Börsenzeitung. Ausgabe vom 8. August 1924, Nr. 369, S. 3 (Skabelon:Digitalisat im Zeitungsinformationssystem ZEFYS der Staatsbibliothek zu Berlin; Nachdruck in: Besinnung. Illustrierte Monatsschrift für Deutsches Kulturgut. Band 1, 1925, S. 89–92).

### Yderligere værker
- Die neueren Bewußtseinstheorien. Diss. Tübingen 1874 (nicht im Druck erschienen).
- Goethe als Ideal universeller Bildung. Festrede, gehalten in der ersten gemeinschaftlichen Sitzung der »Vereinigten wissenschaftlichen Vereine« der Universität Leipzig, 1875.
- Hartmann, Dühring und Lange. Zur Geschichte der deutschen Philosophie im XIX. Jahrhundert. Ein kritischer Essay. J. Baedeker, Iserlohn 1876. ULB Münster
- Die drei Phasen des Czolbeschen Naturalismus. I: Philosophische Monatshefte, Band XII, 1876.
- Der Begriff des Absoluten (mit Rücksicht auf H. Spencer). I: Vierteljahresschrift für wissenschaftliche Philosophie 2 (1878), 188–221.
- Das Entwicklungsgesetz der Vorstellungen über das Reale, i: Vierteljahresschrift für wissenschaftliche Philosophie 2 (1878), 298–313, 415–448.
- Commentar zu Kants Kritik der reinen Vernunft. Zum 100jährigen Jubiläum desselben herausgegeben. Band I: 1881 / Band 2: 1892 (Zweite Aufl. Band 1, 2 u. Ergänzungsband, hrsg. von Raymund. Schmidt, 1922; Neudruck der zweiten Auflage: 1970).
- Zu Kants Widerlegung des Idealismus. I: Straßburger Abhandlungen zur Philosophie. Eduard Zeller zu seinem 70. Geburtstag, 1884, 85–164.
- Mitteilungen aus dem kantischen Nachlaß. n: Zeitschrift für Philosophie und philosophische Kritik N.F., Band 96 (1888), 1–26.
- * 1889 Naturforschung und Schule. Eine Zurückweisung der Angriffe Preyers auf das Gymnasium vom Standpunkte der Entwicklungslehre. Vortrag, 1889.
- Königin Luise als Erzieherin. Eine Gedächtnisrede, 1894.
- Zur Einführung [der Kantstudien]. I: Kant-Studien, Band 1 (1897), 1–8.
- Siebzig textkritische Randglossen zur Analytik [Kants]. In: Kant-Studien, Band 4 (1900), 452–463.
- Kant – ein Metaphysiker? I: Philosophische Abhandlungen. Christoph Sigwart zu seinem 70. Geburtstag von einer Reihe von Fachgenossen gewidmet, 1900, 133–158.
- Nietzsche als Philosoph, 1902 (Zweite Auflage 1902; Dritte Auflage 1905; Vierte Auflage 1916; Fünfte Auflage 1930 = Bausteine zu einer Philosophie des Als Ob. N.F. H. 1).
- Annalen der Philosophie. [sammen mit Raymund Schmidt] Leipzig, Felix Meiner, 1919 ff; Bde. I-VIII.

## Sekundærlitteratur
- Klaus Ceynowa: Zwischen Pragmatismus und Fiktionalismus. Hans Vaihingers „Philosophie des Als Ob.“. Königshausen & Neumann, Würzburg 1993, ISBN 3-88479-751-4.
- Matthias Neuber (Udg.): Fiktion und Fiktionalismus. Beiträge zu Hans Vaihingers "Philosophie des Als Ob", Königshausen & Neumann, Würzburg 2014 (Studien und Materialien zum Neukantianismus, Band 33), ISBN 978-3-8260-5440-2.
- [{{{1}}} Artikel (med litteraturhenvisninger)] i Biographisch-Bibliographisches Kirchenlexikon (BBKL)(mit ausführl. Bibliogr.).
- Richard Remmy: Wird durch die Als-Ob-Betrachtung bei Kant die Realität Gottes in Frage gestellt? Dissertation. Erlangen 1920.
- Otto Ritschl: Die doppelte Wahrheit in der Philosophie des Als Ob. Mit einem freundschaftlichen Eingangsschreiben an Herrn Geheimrat Vaihinger. 1925.
- Heinrich Scholz: Die Religionsphilosophie des Als-ob. Eine Nachprüfung Kants und des idealistischen Positivismus. 1921.
- Johannes Sperl: Die Kulturbedeutung des Als-Ob-Problems. Bausteine zu einer Philosophie des Als-Ob. Heft 2, Langensalza 1922.
- August Seidel (Hrsg.): Die Philosophie des Als Ob und das Leben. Festschrift zu Hans Vaihingers 80. Geburtstag. Reuther & Reichard, Berlin 1932.
- August Seidel: Wie die Philosophie des Als Ob entstand. In: Die Deutsche Philosophie der Gegenwart in Selbstdarstellungen. Band 2, Meiner, Leipzig 1921, S. 175–203.
- Andrea Wels: Die Fiktion des Begreifens und das Begreifen der Fiktion. Dimensionen und Defizite der Theorie der Fiktionen in Hans Vaihingers Philosophie des Als Ob. Lang, Frankfurt u. a. 1997, ISBN 3-631-32103-1.
- Stephanie Willrodt: Semifiktionen und Vollfiktionen in Vaihingers Philosophie des Als Ob. Hirzel, Leipzig 1934.
- Yannik Behme: Die Korrespondenz Hans Vaihingers an Bahr. In: Martin Anton Müller, Claus Pias, Gottfried Schnödl (Hrsg.): Hermann Bahr – Österreichischer Kritiker europäischer Avantgarden. In: Jahrbuch für internationale Germanistik: Kongressberichte. Peter Lang, Bern u. a. 2014, S. 151–164.
- Traugott Konstantin Oesterreich: Friedrich Ueberwegs Grundriss der Geschichte der Philosophie. 4. Teil. 12. Auflage, Mittler, Berlin 1923, S. 411–415, 712. friedrichueberwe04uebe (artikel)